# 北代正臣
北代 正臣（きただい まさおみ、生年不詳 - 1908年（明治41年）1月25日）は、幕末の土佐藩士、明治期の官僚・裁判官。青森県権令。名・恕、幼名・忠吉。

## 経歴
土佐国土佐郡小高坂村（現高知県高知市西町）で、北代正親の長男として生まれる。土佐勤王党に加わり国事に奔走。藩では勘定人小荷駄高作配役、山内容堂上京の御供達御算用役并切手役、長崎出張御用金方などを務めた。
明治政府に登用され明治元年（1868年）、外国官御用掛に就任。以後、外務大禄、民部省監督権正、同省庶務正などを歴任。明治5年（1872年）、大蔵省六等出仕に就任。1873年6月、青森県で給禄について菱田重禧権令と弘前士族の間で対立が起こり、政府は北代を派遣した。北代は地元の豪商たちと交渉して米の供出に成功し問題を解決した。その結果、同年8月20日、菱田が権令を免官となり、北代が大蔵省五等出仕兼青森県権令に発令された。1874年1月15日、青森県権令の専任となるが、大久保利通から佐賀の乱への随行の誘いを受け、同年2月10日、内務省五等出仕に転じた。その後、内務少丞を経て内務大丞となる。
明治天皇の東北巡幸に随行し青森に赴いた。1876年8月1日、塩谷良翰青森県参事の辞任を受けて、青森県権令を兼任。同月20日、兼任を解かれ、その後、内務省庶務局長に就任。以後、司法省判事、大阪府控訴裁判所詰、東京控訴裁判所詰、第二代東京重罪裁判所長、農商務省参事官、兼総務局文書課長、逓信書記官・文書課長などを歴任。後藤象二郎逓信大臣と衝突し1891年3月31日に依願免本官となり退官した。

## 栄典
位階
- 1873年（明治6年）12月8日 - 正六位[6]

勲章等
- 1886年（明治19年）11月30日 - 勲六等単光旭日章[7]
- 1889年（明治22年）11月29日 - 大日本帝国憲法発布記念章[8]